# Як-42
Як-42 — среднемагистральный трёхдвигательный пассажирский самолёт 2-го класса, разработанный ОКБ им. Яковлева в СССР в середине 1970-х годов для замены технически устаревшего Ту-134. Первый советский пассажирский самолёт, оснащённый турбовентиляторными двигателями с высокой (5,4) степенью двухконтурности.

## История
Разработка самолёта началась в 1972 году в связи с потребностью «Аэрофлота» в пассажирском самолёте средней дальности, который мог бы заменить Ту-134. Концепция самолёта была выбрана трёхдвигательная, схожая с концепцией Як-40 и Ту-154 — расположение двух двигателей в задней части фюзеляжа и третьего в фюзеляже с воздухозаборником в форкиле, а также Т-образное оперение. В 1974 — 1976 годах было изготовлено четыре прототипа будущего самолёта: первый со стреловидностью крыла 11°, остальные со стреловидностью 23°, причём четвёртый прототип имел парашют для испытаний по выходу из штопора. В итоге был выбран третий вариант в качестве прототипа для серийных самолётов, получивших обозначение Як-42. Этот вариант имел также полностью стреловидное хвостовое оперение и спаренные колёса на каждой опоре шасси. В 1977 году Як-42 был представлен широкой публике на международной авиационной выставке в Ле-Бурже.
Самолёт представляет собой цельнометаллический низкоплан с фюзеляжем полумонококовой конструкции (по ширине совпадающий с фюзеляжем Ту-154), тремя двухконтурными турбореактивными двигателями, убирающимся трёхопорным шасси, консольным стреловидным крылом и Т-образным хвостовым оперением с переставным стабилизатором. Первый опытный экземпляр самолёта был выпущен Смоленским авиазаводом в конце 1974 года и в 1975 году поступил на лётные испытания. Заявка на сертификат лётной годности была отправлена 5 июля 1976 года, а сам сертификат получен после соответствующих испытаний 18 декабря 1980 года.
Серийное производство Як-42 началось в 1977 году. Пассажирские перевозки на самолёте Як-42 были начаты в «Аэрофлоте» в конце 1980 года. Катастрофа самолёта Як-42 с бортовым номером СССР-42529, произошедшая 28 июня 1982 года, на два года прервала производство и эксплуатацию Як-42 (с 1982 по 1984 годы).
В 1988 году начато серийное производство новой модификации с увеличенными дальностью и максимальным взлётным весом — Як-42Д. Самолёт экспортировался в Китай, на Кубу. Последний самолёт был поставлен заказчику в 2003 году, но в цехах завода оставался ещё один экземпляр Як-42Д в стадии задела, остальные фюзеляжи порезаны на металлолом. Эксплуатационно-техническое сопровождение эксплуатирующихся самолётов Як-42Д практически прекращено в связи с прекращением деятельности ЗАО «Саратовский авиационный завод».
Всего было выпущено 183 серийных самолёта (из них два для прочностных испытаний): 11 на Смоленском авиазаводе (1977 — 1981) и 172 на Саратовском авиазаводе (1978 — 2003).
Самолёт Як-42 продолжает эксплуатироваться (по состоянию на 2017 год). После катастрофы Як-42 7 сентября 2011 года и последующей проверки прокуратурой 15 российских авиаперевозчиков, постановлением правительства РФ полёты 10 самолётов этого типа были остановлены.

## Конструкция
Як-42 стал очередным шагом вперёд в советском авиастроении. Было уделено значительное внимание сочетанию таких противоречивых характеристик, как возможность эксплуатации со слабоподготовленных аэродромов, высокая топливная эффективность и высокая крейсерская скорость. Для повышения весовой отдачи были применены оригинальные решения — монолитный композитный канал воздухозаборника (против дюралюминиевого у сравнимого по размерам Ту-154), неразъёмное крыло (так, у архаичного по конструкции Ту-134 крыло расстыковывается на пять частей — две концевые, две средние и центроплан, у Ту-154 — на три), позволившее избавиться от тяжёлых стыковых узлов и болтов, и другие. Как и на Як-40, применён встроенный трап, расположенный в хвосте.
Фюзеляж — цельнометаллический типа полумонокок, с продольным стрингерным набором, поперечным набором шпангоутов и работающей обшивкой. Технологически фюзеляж разделён на три отсека: носовой, средний и хвостовой. Носовая и средняя части фюзеляжа герметичная—гермокабина, здесь над полом размещены: кабина экипажа; передний тамбур; передний технический отсек; буфет; гардероб экипажа; передний туалет; гардероб; пассажирский салон; задний гардероб; туалет; багажник.
Под полом гермокабины расположены: передний технический отсек, а также передний и задний багажно-грузовые отсеки. В негерметичной части фюзеляжа расположены: носовой кок; ниша передней опоры шасси; отсек центроплана; две ниши основных опор шасси; входной трап с нишей; технические отсеки и средний двигатель с воздухозаборником.
Остекление фонаря пилотов имеет семь стёкол, лобовое стекло и два боковых выполнены «птицестойкими». На боковых стёклах фонаря установлены стеклоочистители. Все стекла фонаря, кроме форточек, снабжены электрообогревом, для защиты от запотевания и обледенения. По левому и правому бортам установлено по 19 окон. В случае разрушения наружнего или внутреннего стёкол оставшееся стекло выдерживает избыточное давление.
На самолёте имеются: левая входная дверь; правая служебная дверь; аварийные двери; аварийные люки; крышки грузовых люков; технологические люки; задняя входная дверь и входной трап. Вход пассажиров в самолёт происходит по входному трапу через дверь, расположенную на последнем шпангоуте герметичной части фюзеляжа.
Дверь в кабину экипажа снабжена аварийным люком, находящимся в нижней части двери. Левая входная дверь находится в передней части фюзеляжа и используется редко. Правая служебная дверь используется для загрузки буфета-кухни. В случае аварийной ситуации, для эвакуации пассажиров и экипажа, самолёт оснащён двумя аварийными выходами и двумя люками. На правом борту фюзеляжа находятся два люка для доступа в грузовые отсеки самолёта.
Крыло — стреловидное, низко расположенное, кессонного типа, состоит из двух консолей и центроплана. Кессоны крыла образованы лонжеронами, нервюрами и панелями обшивки. Каждый консольный топливный бак разделён на два отсека. Центропланный топливный бак представляет собой кессон, размещённый между лонжеронами и первыми нервюрами центроплана. Обшивка крыла двух типов: прессованные монолитные панели и листовая обшивка с приклёпанными стрингерами. Каждая консоль имеет съёмный носок, хвостовую часть и законцовку.
Механизация крыла — служит для изменения аэродинамических характеристик крыла в полёте и состоит из — шесть секций предкрылков; две секции закрылков; две секции спойлера; одна секция интерцептора и две секции элерона. Под носками крыла вдоль переднего лонжерона проложены трубопроводы противообледенительной системы.
Хвостовое оперение — однокилевое, стреловидное, свободнонесущее, Т-образное, с высоко расположенным стабилизатором, переставным в полёте.
Вертикальное оперение — неподвижный киль и руль направления с сервокомпенсатором. В законцовке киля установлены передние узлы крепления стабилизатора к механизму перестановки. Носок киля оборудован воздушным противообледенительным устройством. Руль направления подвешивается к килю на четырёх узлах и имеет весовую и аэродинамическую компенсацию. В нижней части руля направления на трёх узлах подвешивается сервокомпенсатор.
Горизонтальное оперение — отклоняемый в полёте стабилизатор и две половины руля высоты с триммерами. Стабилизатор перевёрнутого типа, неразъёмный. Стабилизатор крепится к килю шарнирно тремя узлами. Передний узел состоит из двух кронштейнов, закреплённых на переднем лонжероне и соединённых с гайкой механизма перестановки стабилизатора. Задние узлы являются осью вращения стабилизатора. Носок стабилизатора оборудован воздушно-тепловым противообледенительным устройством. Каждая половина руля высоты подвешена к стабилизатору на шести узлах и имеет триммер. Руль высоты имеет весовую и аэродинамическую балансировку.
Шасси самолёта трёхопорное, с выпуском передней опоры по потоку и основных опор поперёк потока в стороны. Управление разворотом передней опоры, уборкой-выпуском и торможением шасси — гидравлическое. Колёса унифицированы с колёсами Ту-154. Гидросистем на самолёте две — основная и аварийная. Рабочее давление в гидросистемах — 140—170 кг/см2. Источники давления основной гидросистемы — два приводных насоса, установленных на двигателях № 1 и № 2. Источники давления аварийной гидросистемы — насосная станция НС-46-3 переменного тока (практически аналогичная Ту-154), работающая от основной системы 115/208 В, и насосная станция НС-55 постоянного тока, работающая от аккумуляторов.
Передняя стойка рычажного типа, стойки основных опор телескопические с четырёхколесными тележками. Амортизация стоек азотно-гидравлическая. На передней опоре установлены два колеса с тормозом, которые служат для остановки вращающегося колеса при уборке шасси. На основных опорах установлены четырёхколесные тележки с гидравлическими дисковыми тормозами с антиюзовой автоматикой, к оси колёс подключены вентиляторы для охлаждения тормозов.
Передняя стойка поворотная. Поворот передней стойки обеспечивает разворот самолёта при рулении, выдерживание пробега по оси взлётно-посадочной полосы при взлёте и посадке и демпфирование автоколебаний передней стойки. Управление разворотом колёс передней стойки бустерное.
Обе гидросистемы обеспечивают:
- выпуск шасси;
- уборку и выпуск предкрылков и закрылков с помощью рулевых приводов РП71 (каждая — своим гидромотором на каждом из двух приводов);
- перестановку стабилизатора (мотор аварийной системы приводит гайку механизма, основной — винт);
- торможение колёс;
- уборку интерцепторов.

Основная гидросистема также обеспечивает выпуск интерцепторов, уборку шасси, управление разворотом передней опоры шасси, питание бустера БУ-270 руля направления (при его отключении РН управляется так же, как элероны и руль высоты — безбустерно, мускульной силой пилотов) и работу стеклоочистителей. Аварийная гидросистема также обеспечивает стояночное торможение и уборку входного трапа. Для аварийного торможения на земле установлены два гидроаккумулятора.
Закрылки — однощелевые с дефлектором, в основном режиме управляются совместно с предкрылками одним переключателем. Переключатель имеет три положения: «Убр.», «20°» и «45°», при установке его в положение «20°» сперва полностью (на угол 22°) выпускаются предкрылки, а затем на угол 20° выпускаются закрылки, при установке в положение «45°» закрылки выпускаются полностью. При обратном движении переключателя (в положение «20°» и далее в «Убр.») механизация работает в обратном порядке — сперва убираются закрылки, потом предкрылки. Остановка закрылков и предкрылков в нужных положениях происходит через стоящие на трансмиссиях механизмы концевых выключателей МКВ-45. От появления разности подъёмных сил на полукрыльях при обрыве трансмиссии как закрылки, так и предкрылки защищены системами предупреждения рассогласования СПР-1. СПР-1 состоит из пары сельсинов-датчиков ДС-10, стоящих на левой и правой ветвях трансмиссии, и блока БОР-1, при разности сигналов включающего аварийные тормоза трансмиссии. Использованием бесконтактных датчиков Як-42 отличается от самолётов Ту-154, Ан-72, Ан-124 и других, где в управлении механизацией применены потенциометры, имеющие меньшую надёжность.
По системе электроснабжения Як-42 схож с Ту-154, но отличается меньшими мощностью и резервированием. Первичная система — трёхфазного напряжения 115/208 В, 400 Гц, от неё питаются вторичные системы 36 В, 400 Гц и постоянного напряжения 27 В. Основные агрегаты системы:
- три трёхфазных генератора ГТ30НЖЧ12 (30 кВА, 12 тыс. мин−1), приводимые от двигателей через гидроприводы постоянных оборотов (ГП-21);
- один генератор ГТ40ПЧ6 (40 кВА, 6 тыс. мин−1), приводимый от ВСУ;
- два выпрямительных устройства ВУ-6Б, преобразующих трёхфазное напряжение 208 В в постоянное 27 В;
- транзисторный статический однофазный преобразователь ПОС-1000А, преобразующий постоянное напряжение 27 В в переменное однофазное 115 В, 400 Гц для аварийного питания аппаратуры измерения температуры выхлопных газов двигателей;
- два трансформатора ТС320С04Б, понижающих трёхфазное напряжение 208 В до 36 В;
- статический трёхфазный преобразователь ПТС-800АМ для аварийного питания потребителей 36 В, 400 Гц;
- статический трёхфазный преобразователь ПТС-25 для постоянного автономного питания резервного авиагоризонта АГР-74 напряжением 36 В, 400 Гц;
- две аккумуляторные никель-кадмиевые батареи 20НКБН-40 напряжением 27 В, питающие потребители 27 В и преобразователи при отказе генераторов или выпрямительных устройств.

Силовая установка — три турбовентиляторных двигателя Д-36 с большой степенью двухконтурности, взлётная тяга одного двигателя — 6500 кгс. Уровень шума двигателей соответствуют нормам ИКАО. Двигатели отличаются надёжностью, большим ресурсом и высокой экономичностью. Боковые двигатели расположены в мотогондолах, а второй — в фюзеляже у основания киля.
Топливная система предельно проста, состоит из трёх кессон-баков — одного в центроплане и двух боковых. Каждый бак вмещает 6170 кг топлива, имеет сигнализацию резервного остатка 870 кг и остатка ухода на второй круг 320 кг. Из левого и правого кессонов питаются соответственно двигатели № 1 и № 3, каждый через два насоса переменного тока по своей магистрали, из среднего кессона — двигатель № 2 через два насоса постоянного тока. ВСУ также питается из среднего бака через отдельный насос постоянного тока, при его отказе возможно подключение ВСУ к магистрали среднего двигателя через кран аварийного питания.
При отказе двигателей или топливных насосов возможно объединение всех трёх топливных магистралей открытием двух кранов кольцевания, которые также автоматически открываются при срабатывании сигнализации остатка ухода на второй круг любого из баков. Также в каждой топливной магистрали установлено по топливному аккумулятору вместимостью 8,5 л.
Реверса тяги двигатели Д-36 не имеют, но благодаря низкой посадочной скорости (200—205 км/ч, как у небольших винтовых самолётов наподобие Ан-24), с торможением на пробеге справляются спойлеры и тормоза колёс. Установку же реверса на конструкции самолёта по типу реверса среднего двигателя Як-40 сочли нецелесообразным из-за перетяжеления самолёта.
Управление самолётом по тангажу обеспечивается рулём высоты и переставным стабилизатором. Управление по крену обеспечивается элеронами совместно с интерцепторами. Управление по рысканию обеспечивается рулём направления. Руль высоты управляется от штурвальных колонок, которые связаны с рулём жёсткой проводкой. Управление стабилизатором электрогидромеханическое от кнопок на штурвалах, в приоритете кнопка на штурвале капитана (левом). Управление рулём направления производится педалями. Две пары педалей связаны между собой и с рулём направления жёсткой проводкой, в проводке управления установлен гидроусилитель. Управление элеронами осуществляется штурвалами, соединёнными жёсткой проводкой с элеронами. Штурвалы управления элеронами соединены жёсткой проводкой между собой. Интерцепторы выпускаются на одном из полукрыльев при повороте штурвалов на угол более 45° в сторону этого полукрыла. На стоянке рули и элероны застопориваются в нейтральном положении, чтобы не допустить их повреждения при сильном порывистом ветре.
Управление закрылками и предкрылками производится гидроприводами, которые получают гидропитание от обеих гидравлических систем: основной и аварийной. Гидропривод закрылков и предкрылков через редукторы и валы трансмиссии вращает винтовые механизмы, перемещающие их по направляющим рельсам. Положение закрылков контролируется по индикатору, расположенному на приборной доске.
Управление спойлерами и интерцепторами электродистанционное, гидравлическое. Спойлеры предназначены для уменьшения длины пробега. Выпуск и уборка спойлеров производится гидроцилиндрами от основной гидросистемы, которая подключается к гидроцилиндрам через электромагнитные гидрокраны управления спойлерами.
Системы авиационного оборудования и БРЭО.
На самолёте установлен базовый пилотажный комплекс БПК-1П-42 и базовый навигационный комплекс «Ольха-1», которые совместно решают задачи автоматического и полуавтоматического самолётовождения и управления полётом. Комплекс «Ольха» построен на основе бортовой цифровой вычислительной машины ЦВМ-20.
В состав БПК-1П-42 входят:
- система автоматического управления САУ-42, 1 комплект, в составе:
  - вычислители бокового канала ВБК-10-05 2 шт
  - вычислители продольного канала ВПК-12-04 2 шт
  - блок управления БУ-48-02
  - вычислитель сервопривода ВС-56-02
  - блок усилителей сервопривода БУС-58
  - блок логики сигнализации БЛС-25
  - вычислитель автомата тяги ВАТ-55-02
  - датчики угловой скорости ДУСУ1-6АС 2 шт
  - датчики линейных ускорений БДЛУ1-0.5 2 шт
  - датчики линейных ускорений БДЛУ1-3 2 шт
  - корректоры высоты КВ-16-1 2 шт
  - три рулевые машины курса, крена, тангажа РД12Д1А
  - пульт управления ПУЛ-162-01
  - пульт проверки ПП-161
  - прибор пилотажный командный ПКП-72-8 2 шт
  - прибор навигационный плановый ПНП-72-14 2 шт
  - исполнительный механизм автомата тяги ИМАТ1-12-3
  - и др.
- блоки контроля крена БКК-18 2 шт
- малогабаритные гировертикали МГВ-1СУ-8 3 шт
- резервный авиагоризонт АГР-74-10 с преобразователем питания ПТС-25М
- сигнализаторы нарушения питания СНП-1 4 шт
- датчик усилий дублированный ДДУ-4

В состав комплекса «Ольха-1» входят:
- радиотехническая аппаратура ближней навигации и посадки «Курс МП-70» 2 к-та
- радиотехническая аппаратура ближней навигации и посадки (РСБН) «Веер-М»
- цифровая вычислительная машина ЦВМ20-1М
- блок коммутации БК-1П, блок питания БП-1П
- пульты ПУ-1П, ПВИ-1ПМ, ППК
- картографический планшет ПА-4-42
- базовая система формирования курса БСФК-1 с ГА-8 и БУ-12
- автоматический радиокомпас АРК-15М
- доплеровский измеритель путевой скорости и угла сноса ДИСС-016
- метеолокатор «Гроза-42»
- самолетный ответчик СО-72М
- радиомагнитные индикаторы РМИ-2Б
- преобразователь кодов дальности ПКД

## Состояние и оценка проекта
Як-42 так и не смог заменить самолёты Ту-134, некоторые из которых и сегодня (информация на февраль 2023 года) находятся в эксплуатации. Всего было построено лишь 183 экземпляра Як-42, против 854 экземпляров Ту-134 всех серий. Тем не менее Як-42 был достаточно современным проектом в 1970—1980-х годах, когда разрабатывался и был запущен в серийное производство. Однако авиакатастрофа 1982 года в Белоруссии, а затем распад СССР, резкое сокращение коммерческих пассажирских перевозок и выбор авиаперевозчиков в пользу закупки зарубежных авиалайнеров отрицательно сказался на дальнейшей судьбе самолёта.

## Эксплуатанты
На май 2018 года в пассажирских коммерческих авиаперевозках использовались около 30 самолётов, в том числе
- КрасАвиа — девять самолётов
- Ижавиа — восемь самолётов
- ЮТэйр Карго — пять самолётов

14 марта 2019 года из аэропорта «Саратов-Центральный» в свою новую авиакомпанию «Красавиа» отправился последний лётный Як-42Д с бортовым номером RA-42378, принадлежавший «Саратовским авиалиниям». Произведённый в Саратове в начале 1990 года, он принадлежал саратовскому авиапредприятию почти 30 лет.
Иностранные эксплуатанты
- Иран — лизинг.
- Китай — 8 штук.
- Куба — 4 штуки.
- Пакистан — лизинг[4].

## Модификации
| Название модели      | Краткие характеристики, отличия. |
| -------------------- | --- |
| Як-42                | Исходная модель. |
| Як-42А (Як-142)      | Доработанная версия Як-42Д (серийно не выпускалась; единственный построенный в 1993 году экземпляр Як-142 № RA-42424 принадлежит авиакомпании «Лукойл»).                                                                             |
| Як-42Д               | Модернизированный вариант Як-42 с увеличенным запасом топлива. |
| Як-42Д-100           | Вариант Як-42 с западной авионикой (БРЭО — бортовым радиоэлектронным оборудованием). |
| Як-42Д «Росгидромет» | Летающая лаборатория предназначенная для геофизического мониторинга атмосферы. Доработан на ЭМЗ им. Мясищева из Як-42Д (борт 42440).                                                                                                 |
| Як-42Е-ЛЛ            | Летающая лаборатория для испытания турбовентиляторного двигателя Д-236, который был установлен вместо правого штатного Д-36. |
| Як-42М               | Модернизированная версия Як-42Д с тремя двигателями Д-436М тягой по 7500 кгс, цифровым пилотажно-навигационным комплексом ЦПНК-42М для автоматической посадки в условиях метеоминимума категории IIIa ИКАО (серийно не выпускалась). |
| Як-42Ф               | Модификация для аэрофотосъёмки, оснащён двумя большими подкрыльевыми контейнерами, в которых размещались электрооптические датчики. Порезан.                                                                                         |

## Лётно-технические характеристики
| Параметр                               | Значение                            |
| -------------------------------------- | ----------------------------------- |
| бюро изготовитель документации         | ОКБ А. С. Яковлева                  |
| Тип                                    | среднемагистральный, узкофюзеляжный |
| Длина                                  | 36,38 м                             |
| Размах крыльев                         | =34.88 метра                        |
| Площадь крыла                          | 150 м2                              |
| Стреловидность крыла по линии 1/4 хорд | 23°                                 |
| Высота хвоста                          | 9,83 м                              |
| Диаметр фюзеляжа                       | 3,80 м                              |
| Ширина салона                          | 3,60 м                              |
| Крейсерская скорость                   | 700 км/ч                            |
| Максимальная скорость                  | 0,75 M (810 км/ч)                   |
| Дальность полёта                       | 2790 км (Як-42) 4000 км (Як-42Д)    |
| Высота полёта                          | 9100 — 10100 м                      |
| Длина разбега                          | 1800 м                              |
| Длина пробега                          | 1670 м                              |
| Масса пустого                          | 33 500 кг                           |
| Максимальный взлётный вес              | 57,5 т                              |
| Максимальный посадочный вес            | 51,0 т                              |
| Расход топлива                         | 2300-3100 кг/ч                      |
| Удельный расход топлива                | 35,0 г/(пасс.·км)                   |
| Экипаж                                 | 2 пилота и 1 бортмеханик            |
| Число пассажиров (эконом)              | 120                                 |
| Двигатели                              | 3 × 63,74 kН Прогресс Д-36          |

## Происшествия
По данным сайта Aviation Safety Network, по состоянию на 10 января 2020 года в общей сложности в результате катастроф и серьёзных аварий были потеряны 9 самолётов Як-42. Як-42 пытались угнать 4 раза, при этом никто не погиб. Всего в этих происшествиях погибли 570 человек.
| Дата       | Бортовой номер | Место происшествия       | Жертвы  | Краткое описание |
| ---------- | -------------- | ------------------------ | ------- | --- |
| 28.06.1982 | CCCP-42529     | Наровлянский район       | 132/132 | Упал с высоты 9000 метров из-за повышенного износа резьбы привода стабилизатора (конструкторская ошибка), приведшего к потере управления. После этой катастрофы эксплуатация Як-42 была приостановлена почти на 2 года до внесения изменений в конструкцию. |
| xx.09.1986 | СССР-42536     | Быково (а/п)             | 0/0     | Самолёт использовался для тренировок спецподразделений. В ходе одной из них от взрыв-пакета воспламенились кресла в салоне, после чего огонь охватил весь лайнер.                                                                                           |
| 30.08.1990 | СССР-42321     | Воронеж                  | 0/н.д.  | Попытка угона в ФРГ. |
| 14.09.1990 | СССР-42351     | Свердловск               | 4/128   | Ошибки экипажа при заходе на посадку. |
| 14.03.1991 | н.д.           | Москва                   | 0/н.д.  | Попытка угона в Набережные Челны. |
| 31.07.1992 | B-2755         | Нанкин                   | 107/126 | Разбился при взлёте из-за ошибки экипажа — пилоты забыли переложить стабилизатор на кабрирование. |
| 13.08.1992 | н.д.           | Львов                    | 0/88    | Попытка угона в Багдад (Ирак). |
| 21.11.1993 | RA-42390       | у Охрида                 | 116/116 | Врезался в гору в сложных метеоусловиях. |
| 23.12.1994 | н.д.           | Сямынь                   | 0/64    | Попытка угона в Китайскую Республику. |
| 17.12.1997 | UR-42334       | Салоники                 | 70/70   | Из-за ошибок пилотов при уходе на второй круг врезался в гору. |
| 25.12.1999 | CU-T1285       | Валенсия (муниципалитет) | 22/22   | В сложных метеоусловиях врезался в гору Сан-Луис. |
| 26.05.2003 | UR-42352       | Трабзон (ил)             | 75/75   | Врезался в гору при заходе на посадку в тумане. Пассажирами лайнера были испанские военнослужащие, возвращавшиеся из Афганистана. |
| 07.09.2011 | RA-42434       | Ярославская область      | 44/45   | Разбился во время взлёта из-за нарушения правил подготовки самолёта к вылету, неправильного использования тормозов и несогласованных действий экипажа. На борту самолёта были игроки ХК «Локомотив» (Ярославль).                                            |
| 26.02.2013 | RA-42555       | Казань (а/п)             | 0/0     | Во время стоянки кабина самолёта срезана рулившим мимо Ан-124 из-за ошибок наземных служб аэропорта (ремонт, устранение повреждений носовой части фюзеляжа после столкновения с законцовкой левой консоли крыла Ан-124).                                    |
| xx.10.2014 | UR-42372       | Донецк (а/п)             | 0/0     | Самолёты компании DonbassAero были уничтожены на стоянке в результате боёв за аэропорт. |
| xx.10.2014 | UR-42377       | Донецк (а/п)             | 0/0     | Самолёты компании DonbassAero были уничтожены на стоянке в результате боёв за аэропорт. |
| xx.10.2014 | UR-42381       | Донецк (а/п)             | 0/0     | Самолёты компании DonbassAero были уничтожены на стоянке в результате боёв за аэропорт. |
| xx.10.2014 | UR-42383       | Донецк (а/п)             | 0/0     | Самолёты компании DonbassAero были уничтожены на стоянке в результате боёв за аэропорт. |

5 июня 1997 года из аэропорта Орск был совершён угон Як-42Д (RА-42557), принадлежащего Ижевскому авиапредприятию. Самолёт был угнан в Казахстан по заказу предыдущего владельца — компании «Казахмыс», которая ранее отправила данный самолет на ремонт в Подмосковье, после чего он был в ущерб казахстанской стороне перепродан "Ижавиа", не подозревавшей о мошеннической операции. В ходе последующего разбирательства пострадавшие стороны пришли к соглашению, по которому казахстанская компания выплатила два миллиона долларов российскому предприятию, которые им в виде аванса были потрачены на приобретение самолёта, а Ижавиа в свою очередь передала техническую документацию, без которой авиалайнер не мог в дальнейшем эксплуатироваться.

## Схожие самолёты
- Ту-134
- Ан-158
- Airbus A319
- Boeing 737
- Sukhoi Superjet

## Именные самолёты
Некоторым самолётам Як-42 были присвоены личные имена:
- RA-42350 «Евдокия Бершанская»
- RA-42368 «Виктор Гончаренко»
- RA-42385 «Юрий Морозов»
- RA-42406 «Екатерина Великая»
- RA-42441 «Валерий Чкалов»
- RA-42446 «Владимир Коккинаки»

| № | Модель | Бортовой номер | Описание                               | Иллюстрация |
| - | ------ | -------------- | -------------------------------------- | ----------- |
| 1 | Як-42  | CCCP-42533     | Кривой Рог. В экспозиции Музея авиации |             |
| 2 | Як-42  | CCCP-42304     | Москва. ВДНХ                           |             |